# Robert de Castella
Robert Francois de Castella MBE (Melbourne, 27 februari 1957), bijgenaamd Deek of Deeks, is een Australische oud-atleet, die gespecialiseerd was in de marathon. Hij werd wereldkampioen en bezat drie jaar het wereldrecord in deze discipline. Hij nam viermaal deel aan de Olympische Spelen, maar won hierbij geen medailles.

## Biografie

### Harde training
In zijn hoogtijdagen trainde De Castella 230 tot 240 kilometer per week. 'Niet omdat ik het zo plezierig vond om zoveel te lopen, maar omdat het trainingsprogramma dat van mij vergde. Hoe ik dat zo zeker wist? Mijn coach overtuigde me, en later overtuigde ik mezelf door goed naar anderen te kijken en vooral naar mezelf. Dit weekgemiddelde was het minimum en tegelijk het maximum om mijn talenten optimaal te benutten. Als het met minder had gekund, had ik het graag anders gedaan.'
In 1981 was Robert De Castella de sterkste op de marathon van Fukuoka. In 1982 won hij de marathon op de Gemenebestspelen, een jaar later de Marathon van Rotterdam en het wereldkampioenschap. 'Welnu, dacht ik daarna, het olympisch jaar is nog belangrijker, nu moet ik nog harder werken.'

### Teleurstelling in Los Angeles
De goede prestaties van het voorafgaande jaar maakten hem tot de favoriet op de Olympische marathon in 1984 in Los Angeles. Daar behaalde De Castella echter een vijfde plaats met een tijd van 2:11.09. Hierop terugkijkend constateert hij, dat hij toen overtraind is geweest. 'Ik mocht niet eens klagen over de vijfde plaats in Los Angeles, maar het was wel een stomme fout. Achteraf mag ik het mezelf niet kwalijk nemen dat ik die fouten gemaakt heb. Het was geen kwestie van luiheid, maar alleen van onvolwassenheid. Met de kennis die ik nu heb, zou het me niet meer overkomen.'

### Verhuisd naar de VS
Na die Spelen verhuisde De Castella met zijn gezin naar Colorado in de Verenigde Staten. De roem en de daarbij horende druk in eigen land waren hem te veel geworden. Bovendien wilde hij zien in hoeverre marathon en hoogtestage elkaar konden aanvullen. Een gevaarlijk experiment, vindt hij achteraf. Je moet je trainingsintensiteit aanpassen, wat veel discipline vergt. 'Niet voor niets trainden gerenommeerde toppers als Ingrid Kristiansen juist op hoogte met hartslagmeters, vooral de eerste vier weken,' zo stelt hij nu.
Aan de marathon van Boston van 1986 bewaart Robert de Castella zijn beste herinneringen. Op een zwaar parkoers finishte hij na 2:07.51 met een voorsprong van meer dan drie minuten op nummer twee. 'Vanaf het begin liep ik in de kopgroep, om na 16 kilometer alleen de leiding te nemen. Ik was alleen nog in het gezelschap van een wedstrijdauto met op het dak een klok. Het is de beste manier om een snelle wedstrijd te lopen: je geen zorgen meer maken over de overwinning en je volledig kunnen concentreren op de race tegen de klok.'

### Maffia
Voor wat betreft zijn slechtste herinneringen aarzelt De Castella tussen de Olympische Spelen van 1988 in Seoel, waar hij een achtste plaats behaalde en die van Barcelona vier jaar later, toen hij 26e werd. Een regelrechte nachtmerrie werd echter de WK van Rome in 1987, de enige marathon die hij niet uitliep. 'Na 20 kilometer kon ik nauwelijks mijn benen optillen, van het ene op het andere moment. Ik was volkomen uitgeput en weet nog niet waarom. Ik heb wel mijn vermoedens, die door sommige Italiaanse vrienden worden geschraagd. Volgens die vrienden was er veel maffiageld in omloop tijdens de marathon, er zouden veel weddenschappen zijn afgesloten. Er gebeurden vreemde dingen bij deze WK, zoals bij het speerwerpen en verspringen. En ik was tenslotte een van de topfavorieten.' De Castella vermoedt, al heeft hij hiervan geen bewijzen, dat er bij de verversingspost op 15 kilometer iets in zijn bidon is gedaan. 'Als wetenschapper kan ik allerlei middelen bedenken die de enorme ineenstorting kunnen hebben veroorzaakt, zoals bètablokkers. Het moet vrij eenvoudig zijn geweest om ze in de betreffende bidons te stoppen.'

### Motivatie terug in Rotterdam
Robert de Castella keerde in 1990 terug naar Australië, waar hij directeur werd van het Australisch Sportinstituut. Zijn fulltime baan verplichtte hem om 's morgens vroeg en 's avonds laat te trainen. Daardoor raakte hij op weg naar de Spelen in Barcelona toch een beetje zijn motivatie kwijt. Die vond hij terug op de marathon van Rotterdam in 1991. 'Druk was er niet. Jos Hermens vond een tijd van 2:11 best. Ik zie mezelf nog lopen op 20 kilometer in het gezelschap van twee hazen, de een voor me, de ander naast me. Met z'n drieën dwars door een brede haag van toeschouwers. En winnen! Erg mooi en een beetje onverwacht.' Zijn eindtijd was 2:09.42, niet gek voor iemand met een fulltime job! De Castella had de belangrijkste opgave gevonden om gedurende de wedstrijd de controle over zichzelf te behouden, nadat de hazen er snel vandoor waren gegaan. "Het vertrouwen dat alles ondanks die snelle ontsnapping mogelijk bleef. Voor deze marathon moest je sterk zijn. In de marathon is snelheid niet zo belangrijk. Het gaat om de krachten waarover je in de laatste kilometer nog beschikt. Daarmee win je de marathon."
De Castella zette in 1993 een punt achter de topsport en in 1995 achter zijn baan bij het sportinstituut in Canberra. 'Te bureaucratisch, te weinig creativiteit.' Vervolgens werd hij uitvoerend directeur van Focus On You en is hij voorzitter van de Australische vereniging Low Fat Diet. Hij leeft hij zich uit in zijn nieuwe baan, waarbij de gezondheid van de jeugd en de bestrijding van vetzucht vooropstaan.

### Huis kwijt door bosbranden
De Castella, die getrouwd was met hardloopster Gayelene Clews, verloor zijn huis en het merendeel van zijn medailles en eervolle vermeldingen tijdens de bosbranden bij Canberra in 2003.
Hij is Lid in de Orde van het Britse Rijk en werd in 1983 verkozen tot Australiër van het jaar. In 2000 werd hij onderscheiden met de Australische Sportmedaille en in 2001 met de Australische medaille van de eeuw. Hij is mede-eigenaar van een tweetal eethuisjes en nam deel aan de langlopende reclame-campagne voor het multi-vitaminetablet "Centrum".

## Titels
- Wereldkampioen marathon - 1983
- Gemenebest kampioen marathon - 1982, 1986
- Australisch kampioen 15 km - 1988
- Australisch kampioen 25 km - 1981, 1982, 1984
- Australisch kampioen marathon - 1979
- Australisch kampioen veldlopen - 1978, 1979, 1980, 1988
- Australiër van het jaar - 1983

## Persoonlijke records
| Onderdeel | Prestatie | Datum            | Plaats    |
| --------- | --------- | ---------------- | --------- |
| 1500 m    | 3.48,0    | 1986             |           |
| 3000 m    | 8.00,01   | 1987             |           |
| 5000 m    | 13.34,2   | 12 november 1981 | Melbourne |
| 10.000 m  | 28.02,73  | 15 december 1983 | Melbourne |
| 20.000 m  | 58.37,2   | 17 april 1982    | Rome      |
| uurloop   | 20,516 m  | 17 april 1982    | Rome      |
| marathon  | 2:07.51   | 21 april 1986    | Boston    |

## Palmares

### 3000 m
- 1987:  Canberra Meeting - 8.10,17

### 5000 m
- 1987:  America's Cup Invitational in Perth - 13.52
- 1987:  Canberra Meeting - 13.51,9
- 1987:  Stockholm Games - 13.47,58
- 1988: 5e Australische kamp. in Melbourne - 13.49,9
- 1989:  Canberra Meeting - 14.02,1

### 10.000 m
- 1975: 5e Emil Zatopek Meeting - 29.11,8
- 1976: 4e Emil Zatopek Meeting - 28.51,0
- 1979:  Emil Zatopek Meeting - 28.23,6
- 1980: 4e Melbourne - 28.16,12
- 1982:  Emil Zatopek Meeting - 28.12,2
- 1983:  Emil Zatopek Meeting - 28.02,73
- 1985: 4e Athletissima - 28.05,23
- 1986:  Australische kamp. - 28.37,98
- 1989: 5e Emil Zatopek Meeting 28.38,46
- 1991:  Australische kamp. - 28.59,88

### 10 km
- 1981:  Pepsi Challenge National Championships in Purchase - 28.43
- 1982:  Hennepin Lake Classic in Minneapolis - 28.50
- 1983:  Hallendale - 28.48
- 1984:  Continental Homes in Phoenix - 27.48
- 1984:  Run for Kevin in San Francisco - 29.51
- 1984:  Canberra - 28.16
- 1985:  Shore to Shore in Tapapuna - 28.41
- 1985:  St Paul Charity in Dallas - 29.20
- 1986:  Crescent City Classic in New Orleans - 28.28
- 1986:  International Peace Race in Youngstown - 28.55
- 1987: 5e Peachtree Road Race in Atlanta - 28.47
- 1988: 4e RevCo-Cleveland - 29.15
- 1989:  Azalea Trail Run in Mobile - 28.35
- 1990:  Canberra Times - 29.01
- 1991:  Burnie - 29.11
- 1991:  Canberra Times - 29.22
- 1992: 10e Victoria Road Championships in Melbourne - 29.18

### 15 km
- 1981:  BMW in Harrison - 43.54
- 1983:  Gasparilla in Tampa - 42.47
- 1988:  Australische kamp. - 44.09

### 10 Eng. mijl
- 1985:  Virginia - 46.52
- 1986:  Virginia - 47.49
- 1989:  Crim Road Race - 46.52

### 20 km
- 1988:  Elby's Distance Classic in Wheeling - 1:01.08

### halve marathon
- 1981:  halve marathon van Milaan - 1:04.52
- 1981:  halve marathon van Manchester - 1:03.04
- 1982:  halve marathon van Milaan - 1:01.18
- 1987:  Great North Run - 1:02.04
- 1992:  halve marathon van Canberra - 1:06.40

### 25 km
- 1981:  Australische kamp. in Perth - 1:14.41,4
- 1982:  Australische kamp. in Sydney - 1:17.02
- 1984:  Australische kamp. in Melbourne - 1:16.41

### marathon
- 1979:  marathon van Point Cook - 2:14.44
- 1979:  Australische kamp. in Perth - 2:13.23
- 1980: 10e OS - 2:14.31
- 1980: 8e marathon van Fukuoka 1980 - 2:10.44
- 1981:  marathon van Fukuoka - 2:08.18 (WR)
- 1982:  Gemenebestspelen in Brisbane - 2:09.18
- 1983:  marathon van Rotterdam - 2:08.37
- 1983:  WK - 2:10.03
- 1984: 5e OS - 2:11.09
- 1984:  Chicago Marathon - 2:09.09
- 1985:  Chicago Marathon - 2:08.48
- 1986:  Boston Marathon - 2:07.51
- 1986:  Gemenebestspelen in Edinburgh - 2:10.15
- 1986:  marathon van New York - 2:11.43
- 1987: 7e Boston Marathon - 2:14.24
- 1987: DNF WK
- 1988: 4e marathon van Tokio - 2:08.49
- 1988: 8e OS - 2:13.07
- 1990: 13e marathon van Auckland - 2:18.50
- 1990: 5e Boston Marathon - 2:11.28
- 1991:  marathon van Rotterdam - 2:09.42
- 1992: 26e OS - 2:17.44
- 1993: 33e marathon van Londen - 2:19.44

### veldlopen
- 1977: 37e WK in Düsseldorf - 38.52
- 1979: 62e WK in Limerick - 39.20
- 1980:  Australische kamp. in Melbourne - 37.11
- 1981: 6e WK in Madrid - 35.20
- 1982: 10e WK in Rome - 34.20,5
- 1983: 6e WK in Gateshead - 37.00
- 1984: 21e WK in East Rutherford - 34.08
- 1985: 20e WK in Lissabon - 34.17
- 1986: 14e WK in Colombier - 36.10,9
- 1988:  Australische kamp. in Darwin - 37.35
- 1991:  Australische kamp. in Canberra - 36.47

1983 Robert de Castella ·
1987 Douglas Wakiihuri ·
1991 Hiromi Taniguchi ·
1993 Mark Plaatjes ·
1995 Martín Fiz ·
1997 Abel Anton ·
1999 Abel Anton ·
2001 Gezahegne Abera ·
2003 Jaouad Gharib ·
2005 Jaouad Gharib ·
2007 Luke Kibet ·
2009 Abel Kirui ·
2011 Abel Kirui ·
2013 Stephen Kiprotich ·
2015 Ghirmay Ghebreslassie ·
2017 Geoffrey Kirui ·
2019 Lelisa Desisa ·
2022 Tamirat Tola ·
2023 Victor Kiplangat
- Gemeinsame Normdatei: 108984459X
- World Athletics: 14346995
- International Standard Name Identifier: 0000 0000 6351 2151
- Library of Congress Control Number: n84142054
- Nationale bibliotheek van Australië: 35105541
- Réseau des bibliothèques de Suisse occidentale: 02-A003082805
- Virtual International Authority File: 43245235
- WorldCat: E39PBJwhDYbp6CJTbQRGK6y8G3